# Université Sungkyunkwan (métro de Séoul)
Pour l’article homonyme, voir Université Sungkyunkwan.
Université Sungkyunkwan (hangeul : 성균관대 ; hanja : 成均館大) est une station de passage de la ligne 1 du métro de Séoul. Elle est située au 2149 Seobu-ro, dans le quartier Yuljeon-dong, arrondissement Jangan-gu de la ville Suwon-si, dans la province Gyeonggi-do, au sud-ouest de la ville de Séoul en Corée du Sud. 
Ouverte en 1979, la station est desservie par les rames de services omnibus et express de la ligne 1.

## Situation sur le réseau

Plan du réseau (2023)

Établie en surface, la station Sungkyunkwan est une station de passage de la ligne 1 (branche Guro-Sinchang) du métro de Séoul, elle est située : entre la station Uiwang, en direction du terminus nord-est Yeoncheon, et la station Hwaseo, en direction du terminus sud-ouest Sinchang.

## Histoire
La station, alors dénommée Yuljeon, est mise en service le 1er février 1979 sur la ligne 1 du métro de Séoul. Elle est renommée Seongdae, en 1984, puis Université Sungkyunkwan le 1er décembre 1994,,.
Le 29 septembre 2017, la partie nord du projet de nouvelle station, est mise en service. Elle dispose d'un nouveau bâtiment de trois étages et propose des installations pour renforcer le service aux voyageurs, avec notamment quatre ascenseurs, trois escaliers mécaniques et deux nouvelles bouches (n°3 et n°4). La station est alors fréquentée en moyenne quotidienne par 30 000 voyageurs.

Installations en 2007
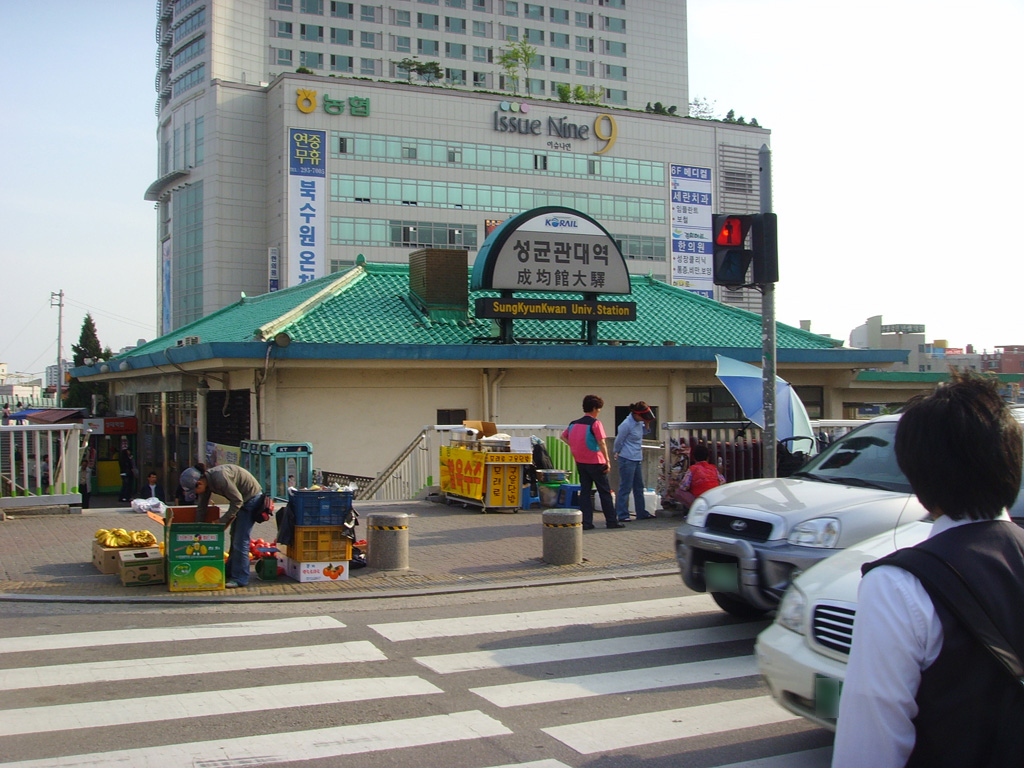
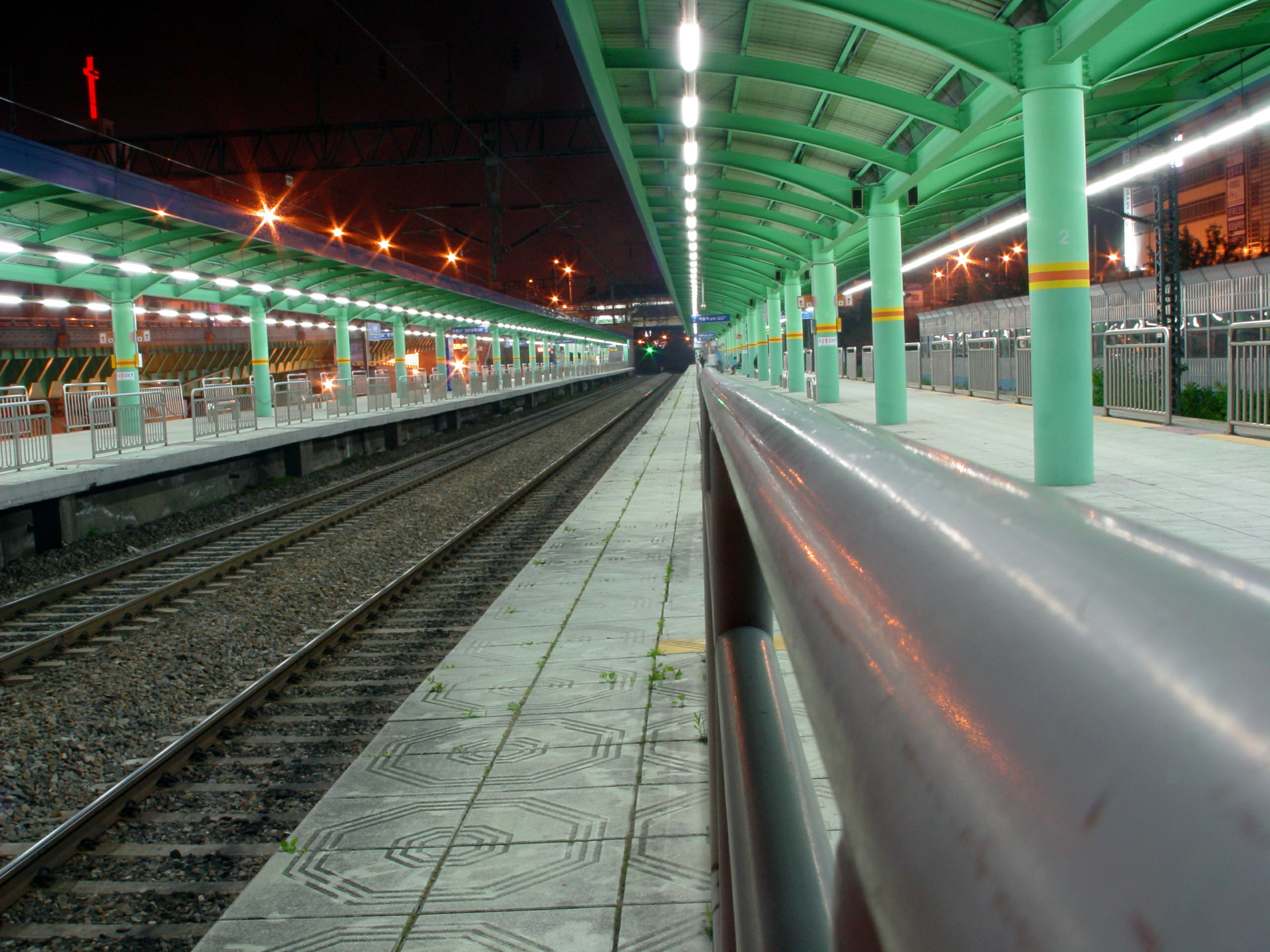
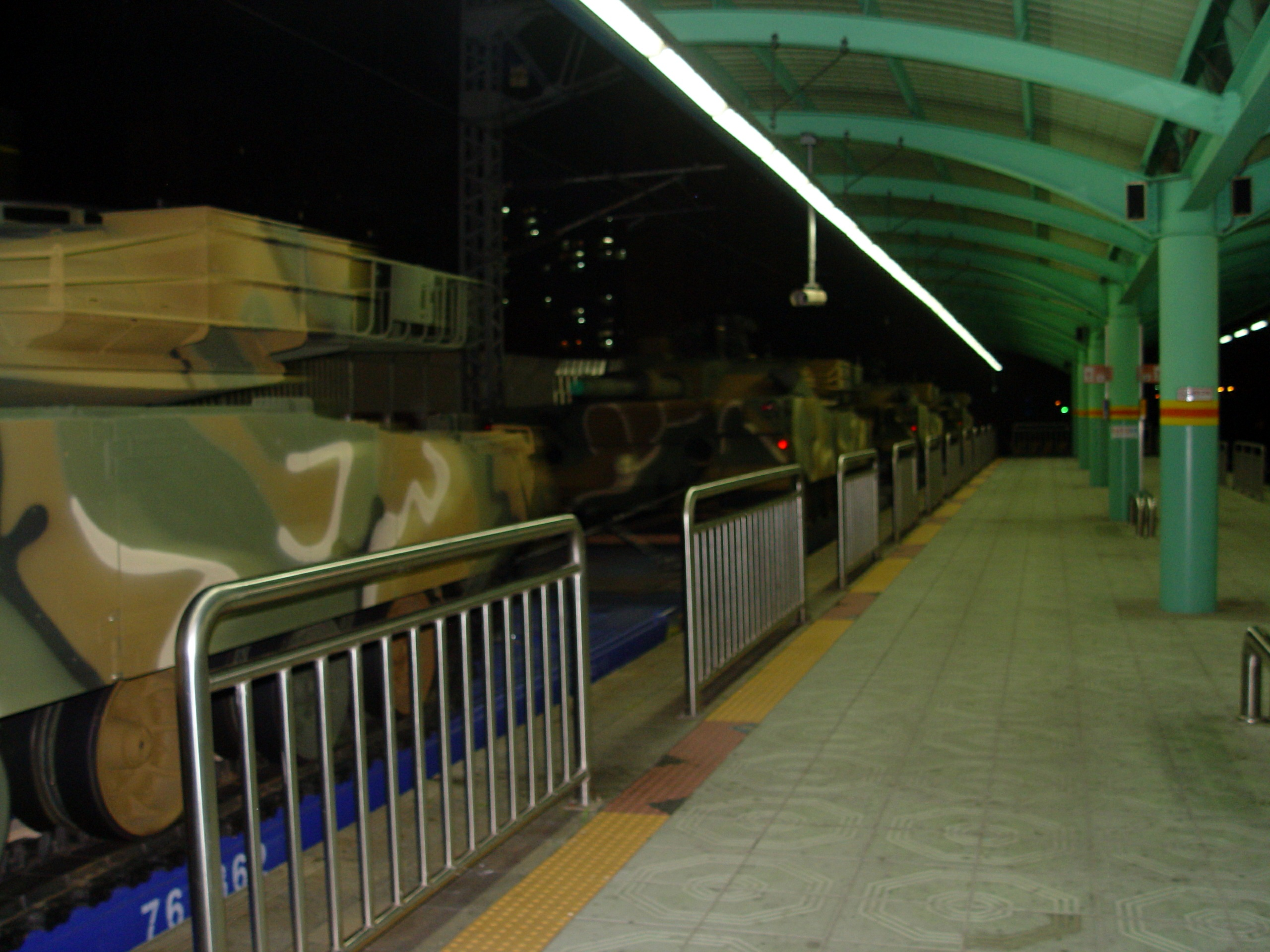

## Services aux voyageurs

### Accès et accueil
La station est située au 2149 Seobu-ro, dans le quartier Yuljeon-dong. Elle dispose de quatre bouches, numérotées de 1 à 4, situées de part et d'autre des voies ferrées, sur la Seobu-ro et la Hwasan-ro.

### Desserte
'Université Sungkyunkwan, est desservie par les rames de services omnibus et express de la ligne 1.

Installations
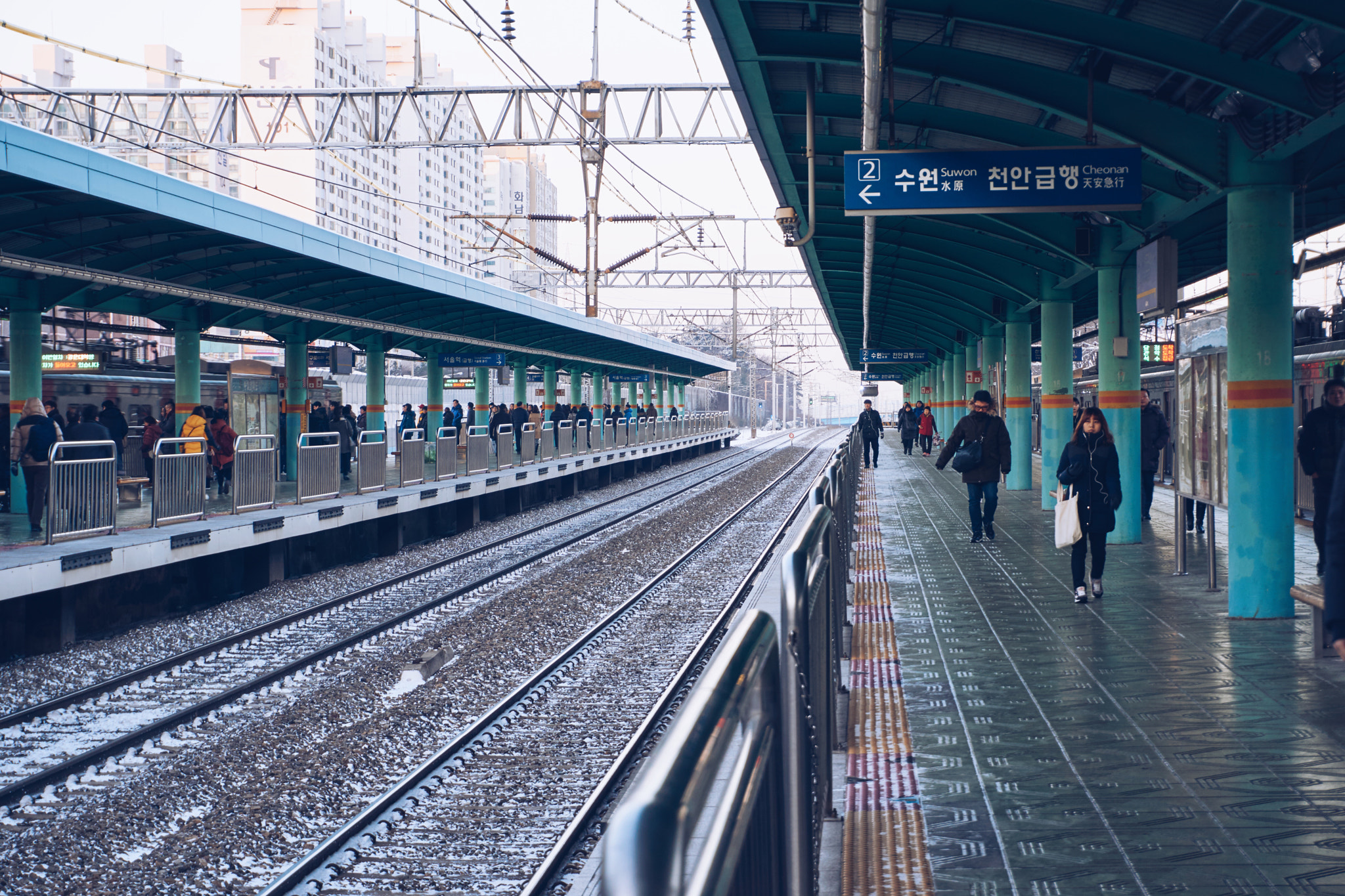
En 2016.
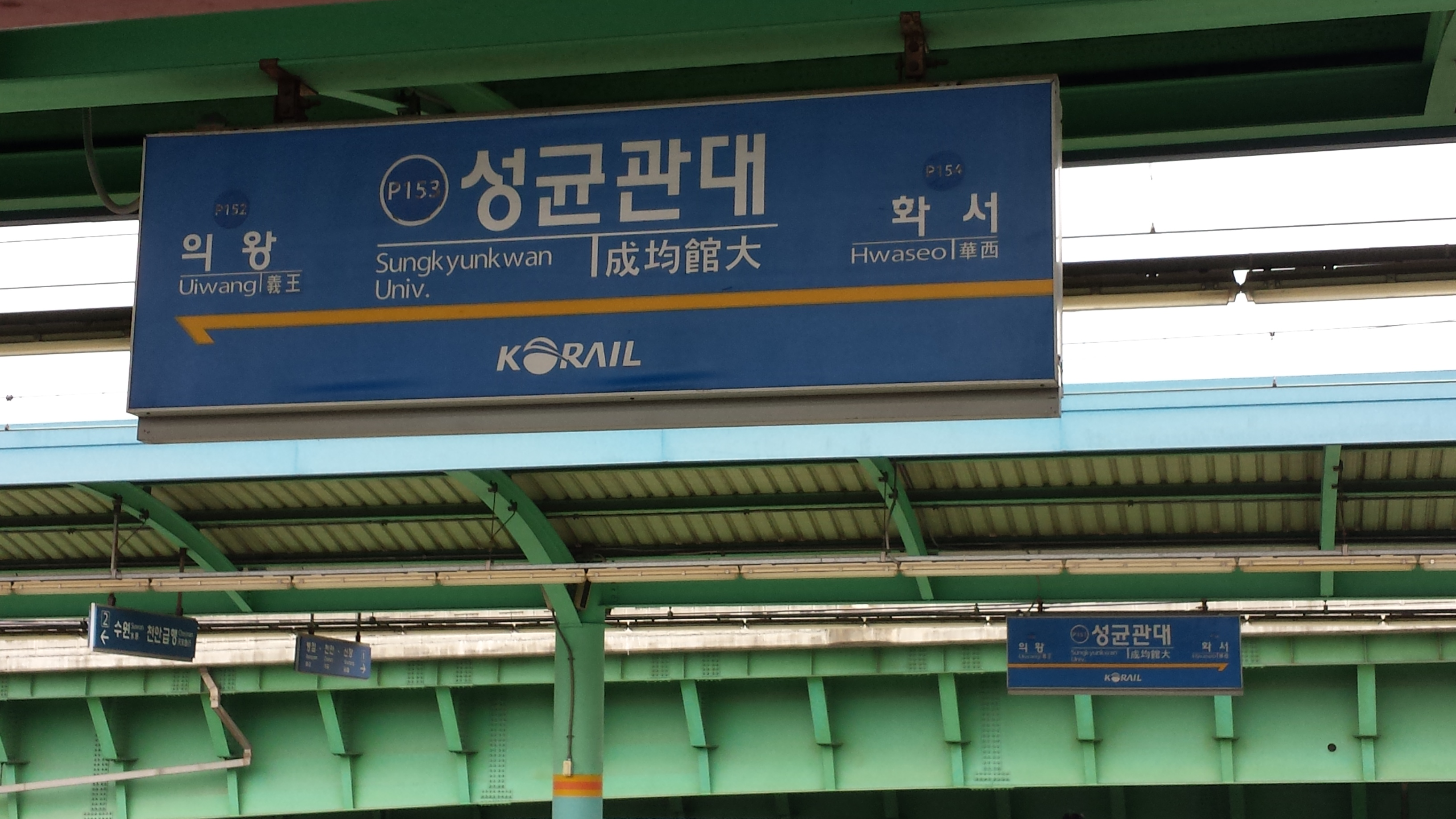
En 2014.
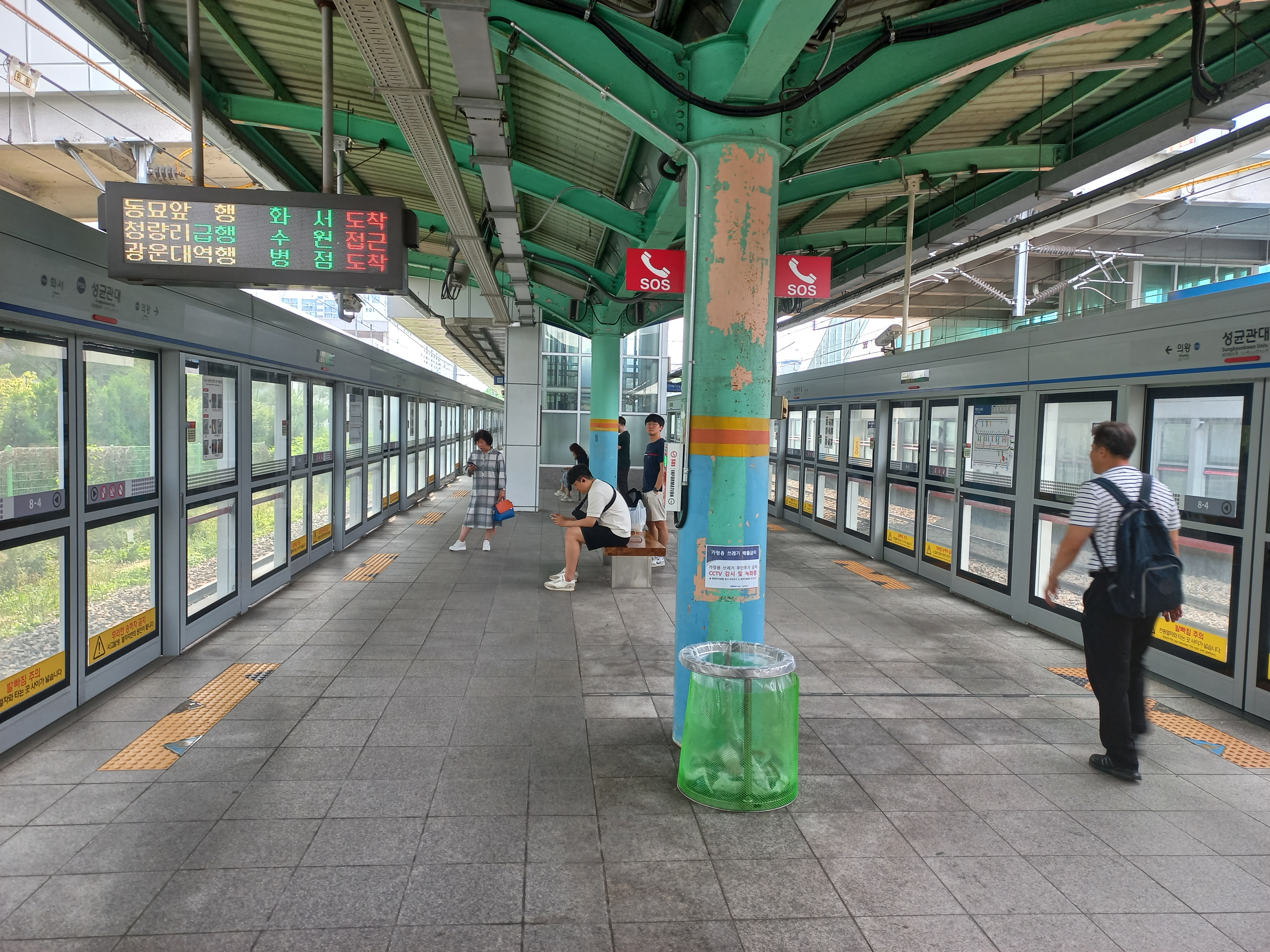
En 2023.

### Intermodalité
Des arrêts de bus sont situés à proximité des bouches n°1 et n°2.

## À proximité
Elle dessert notamment le village culturel d'Utdari.